# محمدعلی نیکبخت
محمدعلی نیکبخت (زاده ۱۳۴۳) سیاستمدار ایرانی است که در دولت سیزدهم از سال ۱۴۰۲ تا ۱۴۰۳ سمت وزیر جهاد کشاورزی را برعهده داشت.
او پیشتر معاون برنامه‌ریزی و امور اقتصادی وزارت جهاد کشاورزی، ریاست جهاد کشاورزی سیستان و بلوچستان و رئیس هیئت مدیره و مدیرعامل سازمان مرکزی تعاون روستایی ایران بوده‌است. نیکبخت بعد از سید جواد ساداتی‌نژاد دومین وزیر جهاد کشاورزی در دولت رئیسی است. نمایندگان مجلس شورای اسلامی در ۳۰ خرداد ۱۴۰۲ با ۱۹۸ رأی موافق، ۴۰ رأی مخالف و ۱۰ رأی ممتنع از مجموع ۲۴۸ رأی، او را به عنوان وزیر جهاد کشاورزی انتخاب کردند.